# Xã West Galena, Quận Jo Daviess, Illinois
Xã West Galena (tiếng Anh: West Galena Township) là một xã thuộc quận Jo Daviess, tiểu bang Illinois, Hoa Kỳ. Năm 2010, dân số của xã này là 3.323 người.